# 国家海洋局极地考察办公室
国家海洋局极地考察办公室（简称极地办）是中华人民共和国自然资源部直属，参照公务员法管理的财政补助公益性事业单位，机构行政级别为正司局级。极地办的任务是代表国家海洋局进行南北极科学考察、管理相关极地事务。办公室与國際北極研究中心亦有合作 。

## 主要职责
国家海洋局极地考察办公室的主要职责为：
1. 负责中国极地工作发展战略、方针、政策与极地考察工作规划、计划的制定，研究有关极地的问题；
2. 拟订中国极地科考、相关极地事务的法律、法规、标准与规范，并依法管理相关事务；
3. 协调组织及监督极地考察建设项目、考察队工作、训练基地与驻外机构管理，组织开展极地领域的科研工作；
4. 协调组织极地领域的国际事务及相关国际组织活动，组织极地领域对外及对港澳台地区交流合作；
5. 承担极地科学普及与公众宣传等工作；
6. 承办国家海洋局交办的其他事项。

## 机构设置
极地办内设六个处级机构，还拥有一个冬训基地。

### 内设机构
综合处（党委办公室）
该机构承担以下方面工作：文秘、档案、安全、保密、信访、会务等；人事管理、党委纪委、退休人员、工会、共青团等；极地考察科普、宣传和中文网站运行管理；固定资产实物管理；以及极地考察临时党组织管理。
政策与规划处
该机构组织开展极地事业发展战略、方针、政策研究；拟订监督实施极地事业发展规划，和极地事务相关法律、法规及规章；编制国家极地考察年度报告；并承担中国极地考察工作咨询委员会日常工作。
考察业务处（财务处）
该机构拟订并组织实施极地考察年度计划；承担极地能力建设项目立报申报并监督实施；组建极地考察队；负责国内选拔训练基地和驻外机构的业务管理；指导监督极地考察安全与应急管理；并负责财务管理、政府采购与极地综合统计。
科技发展处
该机构拟订极地考察的相关标准规范；拟订并监督实施极地科技发展规划、极地科技项目年度计划；参与申报并组织实施国家有关极地领域科研项目；指导协调极地科考。
国际处

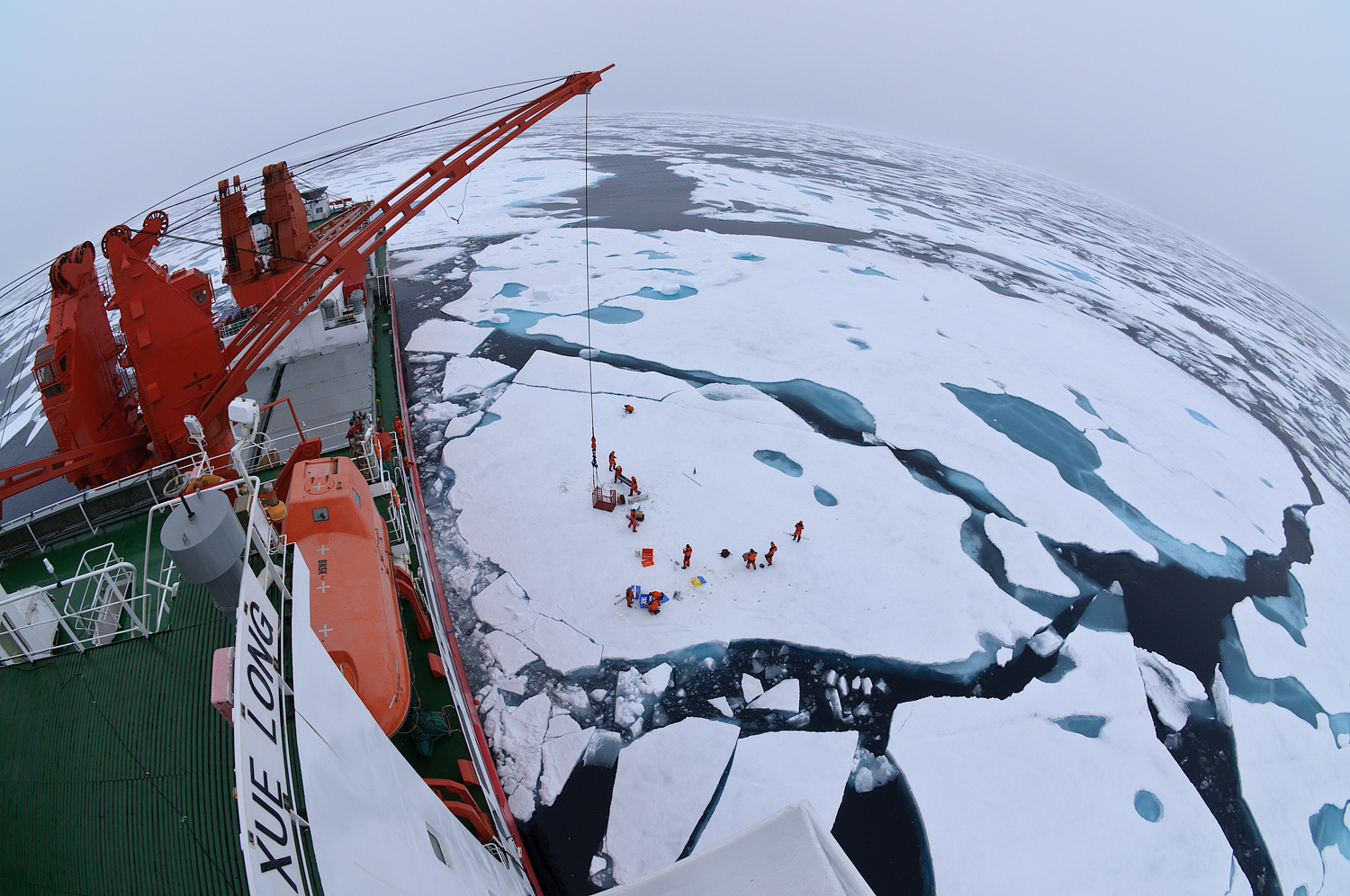
雪龙号

该机构组织负责研究极地领域国际公约条约政策制度；承担极地领域之国际交流合作；拟订并监督实施极地活动环境管理制度，开展极地环保的教育培训；管理驻外机构、获取国外极地考察相关信息与管理英文网站。
极地办在中华人民共和国驻澳大利亚与智利的大使馆中分别设有代表处。代表处为去南极的中国考察队员提供便利，并向雪龙号提供油、水与食物等等。此外，代表处还负责与国外的机构合作，从而促进科学家之间的国际合作。
人事处
该机构拟定人事管理制度和办法；承办人员调配、工资、考核、培训、奖惩和录用等工作；承办出国人员政审与驻外机构人员选派；负责人事信息系统建设和管理，各类人事统计报表及档案管理；办理退休手续并负责退休人员日常管理；此外还承办极地办交办的其他事项。

### 直属机构
冬训基地
极地办拥有的冬季训练基地位于黑龙江省尚志市南的亚布力滑雪旅游度假区。该基地海拔1374米，冬季平均温度约为-25℃，最低温度可达-33℃；通常每年十月中旬山的顶部下雪，直到第二年五月初；因此，该基地的自然环境适合南极探险队的训练。1986年3月，第三次中国南极考察队在此进行训练，从此它成为中国南极考察队员的定期培训基地。

## 极地科学考察站
总部位于上海的中国极地研究中心管辖：
- 中国南极长城站，中国在南极建立的第1个科学考察站。
- 中国南极中山站，中国在南极建立的第2个科学考察站。
- 中国南极昆仑站，中国在南极建立的第3个科学考察站。
- 中国南极泰山站，中国在南极建立的第4个科学考察站。
- 中国北极黄河站，中国在北极建立的唯一科学考察站。